# Aartsbisdom Sassari
Het aartsbisdom Sassari (Latijn: Archidioecesis Turritana; Italiaans: Arcidiocesi di Sassari) is een metropolitaan aartsbisdom van de Rooms-Katholieke Kerk op het Italiaanse eiland Sardinië. De zetel van het aartsbisdom is in Sassari. De aartsbisschop van Sassari is metropoliet van de kerkprovincie Sassari waartoe ook de volgende suffragane bisdommen behoren:
- Bisdom Alghero-Bosa
- Bisdom Ozieri
- Bisdom Tempio-Ampurias

Sassari is een van de drie kerkprovincies op Sardinië. De andere zijn Cagliari en Oristano.
Het bisdom Sassari ontstond in de 5e eeuw na Christus. In 1073 werd het tot aartsbisdom verheven. Van 1181-1198 was Herbert van Clairvaux , ook bekend onder de naam Herbert van Torres de toenmalige aartsbisschop. De huidige aartsbisschop is Gian Franco Saba.

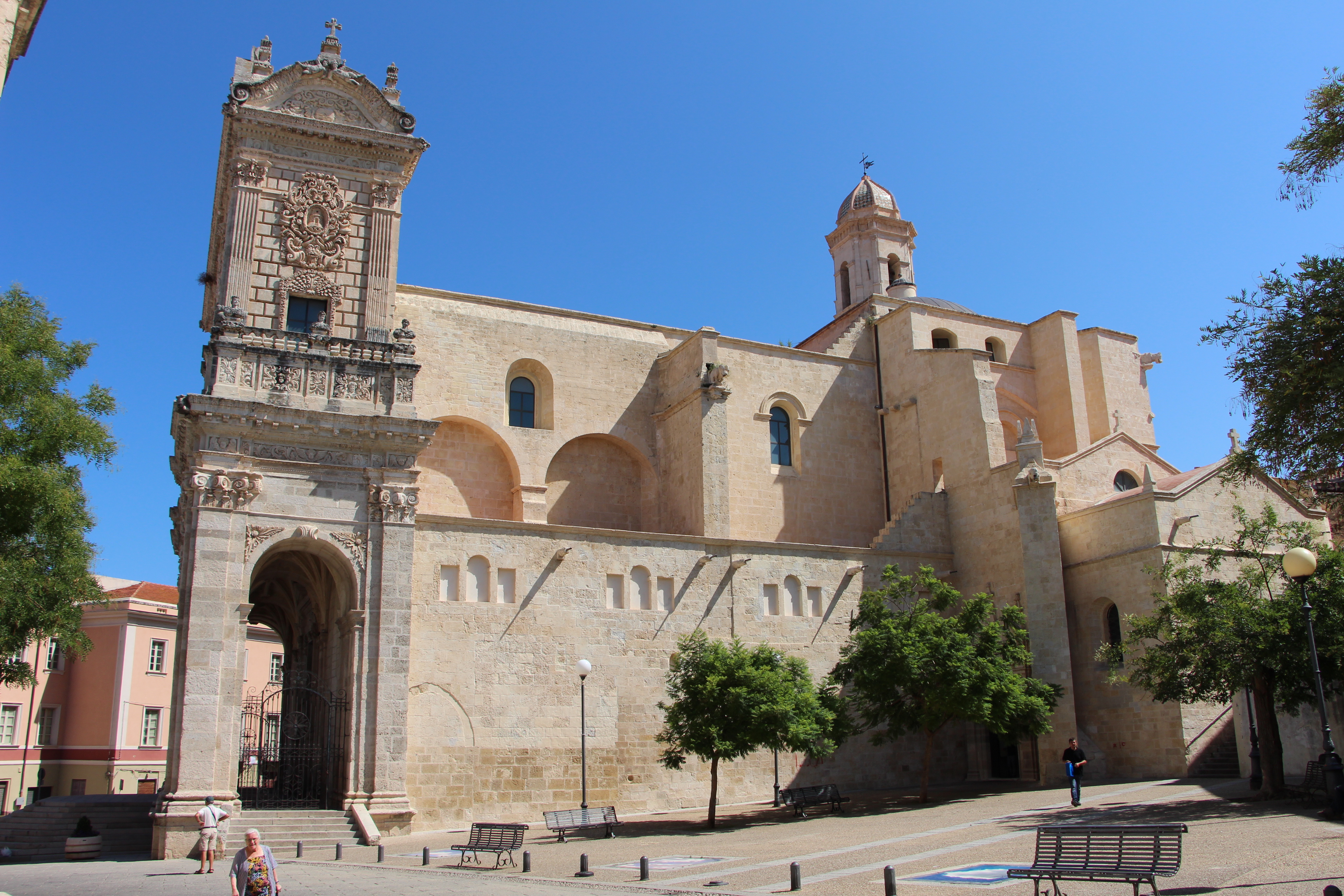
Kathedraal van Sassari